# The Strange Woman
The Strange Woman is een Amerikaanse thriller uit 1946 onder regie van Edgar G. Ulmer. Het scenario is gebaseerd op de gelijknamige roman uit 1941 van de Amerikaanse auteur Ben Ames Williams.

## Verhaal
Een jong meisje uit Maine trouwt eerst met een oude rijkaard voor het geld. Daarna verleidt ze zijn zoon en de verloofde van haar vriendin. Ze lijkt lief en vriendelijk, maar ze ontziet niets of niemand in de jacht op mannen.

## Rolverdeling
| Acteur            | Personage      |
| ----------------- | -------------- |
| Hedy Lamarr       | Jenny Hager    |
| George Sanders    | John Evered    |
| Louis Hayward     | Ephraim Poster |
| Gene Lockhart     | Isaiah Poster  |
| Hillary Brooke    | Meg Saladine   |
| Rhys Williams     | Adams          |
| June Storey       | Lena Tempest   |
| Moroni Olsen      | Thatcher       |
| Olive Blakeney    | Mrs. Hollis    |
| Kathleen Lockhart | Mrs. Partridge |
| Alan Napier       | Henry Saladine |
| Dennis Hoey       | Tim Hager      |
| Edith Evanson     | Mrs. Coggins   |